# Amtsgericht Fürth (Hessen)

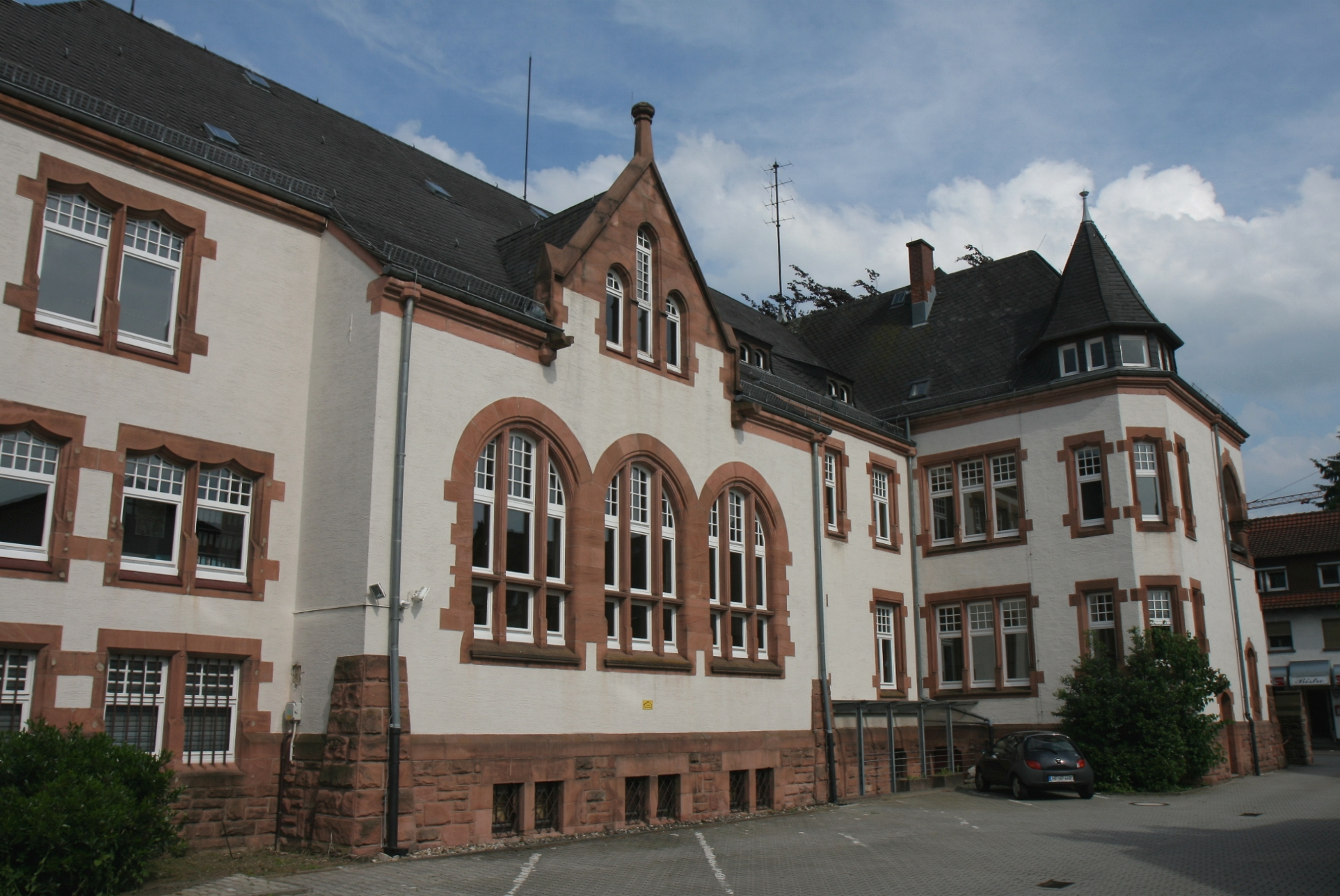
Gerichtsgebäude

Das Amtsgericht Fürth ist ein Amtsgericht in Fürth im Landkreis Bergstraße des Landes Hessen. Es folgte dem 1879 aufgelösten großherzoglich-hessischen Landgericht Fürth nach.

## Gerichtssitz und -bezirk

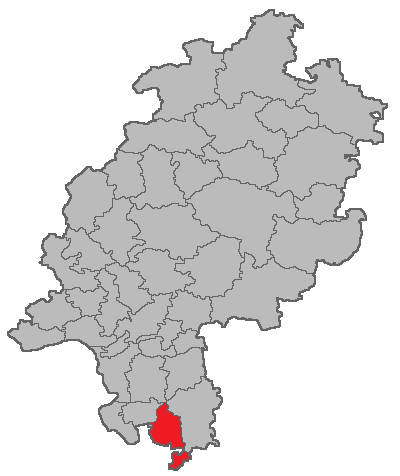
Lage des Amtsgerichtsbezirkes Fürth in Hessen

Der Sitz des Gerichtes ist in Fürth (Odenwald) in der Heppenheimer Straße 15. Der Gerichtsbezirk des Amtsgerichts Fürth umfasst die Städte und Gemeinden Abtsteinach, Birkenau, Fürth, Grasellenbach, Gorxheimertal, Lindenfels, Mörlenbach, Rimbach, Wald-Michelbach, Hirschhorn und Neckarsteinach (jeweils inklusive aller Stadt- und Ortsteile). Alle liegen im Landkreis Bergstraße.

## Geschichte

### Gründung
Mit dem Gerichtsverfassungsgesetz von 1877 wurden Organisation und Bezeichnungen der Gerichte reichsweit vereinheitlicht. Zum 1. Oktober 1879 hob das Großherzogtum Hessen deshalb die Landgerichte auf. Funktional ersetzt wurden sie durch Amtsgerichte. So ersetzte das Amtsgericht Fürth das aufgehobene Landgericht Fürth. „Landgerichte“ nannten sich nun die den Amtsgerichten direkt übergeordneten Obergerichte. Das Amtsgericht Fürth wurde dem Bezirk des Landgerichts Darmstadt zugeordnet.

### Bezirk
Mit einem Gerichtsbezirk, der 56 Gemeinden umfasste, war das Amtsgericht Fürth diesbezüglich das größte im Großherzogtum Hessen. Der Gerichtsbezirk des Amtsgerichts Fürth erstreckte sich bei seiner Gründung über die Gemeinden Albersbach, Birkenau, Bockenrod, Bonsweiher, Brombach, Eberbach, Ellenbach, Erlenbach, Erzbach, Eulsbach, Fahrenbach, Frohnhofen, Fürth, Glattbach, Groß-Gumpen, Hammelbach, Hornbach, Igelsbach, Kallstadt, Klein-Gumpen, Knoden, Kolmbach, Kröckelbach, Krumbach, Laudenau, Lauten-Weschnitz, Lindenfels, Linnenbach, Lörzenbach, Lützelbach, Mitlechtern, Mittershausen, Mörlenbach, Nieder-Liebersbach, Ober-Hiltersklingen, Ober-Klein-Gumpen, Ober-Liebersbach, Ober-Ostern, Pfaffen-Beerfurth, Reichelsheim, Reisen, Rimbach, Rohrbach (Mörlenbach), Rohrbach (Reichelsheim), Schannenbach, Schlierbach, Seidenbach, Seidenbuch, Steinbach, Unter-Hiltersklingen, Unter-Ostern, Weiher, Weschnitz, Winkel, Winterkasten und Zotzenbach.
Mit Wirkung vom 1. April 1904 wurden die Gemarkungen Bockenrod, Eberbach, Erzbach, Frohnhofen, Groß-Gumpen, Klein-Gumpen, Laudenau, Ober-Klein-Gumpen, Ober-Ostern, Pfaffen-Beerfurth, Reichelsheim, Rohrbach, Unter-Ostern und Winterkasten vom Amtsgerichtsbezirk Fürth abgetrennt und bildeten den Grundstock des zur gleichen Zeit errichteten Amtsgerichtsbezirks Reichelsheim.
Zum 1. Juli 1968 vergrößerte sich der Sprengel des Fürther Amtsgerichts um den gesamten Amtsgerichtsbezirk Wald-Michelbach mit den Gemeinden Affolterbach, Aschbach, Gadern, Gorxheim, Grasellenbach, Hartenrod, Kocherbach, Kreidach, Löhrbach, Mackenheim, Ober-Abtsteinach, Ober-Mumbach, Ober-Schönmattenwag, Scharbach, Siedelsbrunn, Trösel, Unter-Abtsteinach, Unter-Flockenbach, Unter-Schönmattenwag, Vöckelsbach, Wahlen und Wald-Michelbach, den Gemeinden Laudenau und Winterkasten aus dem Amtsgerichtsbezirk Reichelsheim sowie Darsberg, Grein, Hirschhorn, Langenthal, Neckarhausen und Neckarsteinach aus dem Amtsgerichtsbezirk Hirschhorn, Ober- und Unter-Hiltersklingen musste dagegen an den Amtsgerichtsbezirk Michelstadt abgegeben werden. Die Gemeinden Darsberg, Grein, Hirschhorn, Langenthal, Neckarhausen, Neckarsteinach Ober- und Unter-Schönmattenwag bildeten von da ab den Bezirk der Zweigstelle Hirschhorn des Amtsgerichts Fürth,
Zu den letzten größeren Änderungen des Amtsgerichtsbezirks Fürth kam es infolge der Gebietsreform in Hessen. Am 25. September 1971 wurden der nach Heppenheim eingemeindete Ortsteil Mittershausen dem Amtsgericht Bensheim sowie der nach Reichelsheim eingemeindete Ortsteil Laudenau dem Amtsgericht Michelstadt zugelegt und zum 14. Oktober 1972 wurden schließlich auch die nach Lautertal eingemeindeten Ortsteile Knoden und Schannenbach dem Amtsgericht Bensheim zugewiesen.

## Übergeordnete Gerichte
Dem AG Fürth übergeordnet ist das Landgericht Darmstadt, im weiteren Instanzenzug das Oberlandesgericht Frankfurt am Main sowie der Bundesgerichtshof.